# يونان (فلم)
يونان هو فيلم دراما من سيناريو وإخراج أمير فخر الدين. تدور أحداث الفيلم حول كاتب عربي منفي يسافر إلى جزيرة نائية في ألمانيا للانتحار.
عرض الفيلم لأول مرة في 19 فبراير 2025، في الدورة 75 لمهرجان برلين السينمائي الدولي، وشارك بالمنافسة على جائزة الدب الذهبي.

## القصة
منير كاتب سوري يعيش في المنفى بألمانيا، ويعاني من عجزه عن الكتابة والوحدة ومن ضيق تنفس مجهول السبب. يتواصل منير مع أخته وأمه التي تعاني من الخرف من خلال الإنترنت فقط. يسافر منير بالعبارة إلى جزيرة لانغينيس، إحدى جزر هاليغان في بحر الشمال، ويطلب حجز غرفة لليلة واحدة في نزل سياحي تديره أرملة عجوز غريبة الأطوار وابنها الفظ غير الودود. وبعد الرفض الأولي، يُمنح على مضض غرفة في مزرعة نائية غير مأهولة. أحضر منير مسدسًا معه ويكافح فكرة الانتحار. وبتأثرها بسلوك منير الهادئ المهذب، تبدأ الأرملة في إظهار بعض حسن الضيافة له.
بسبب التحذيرات من عاصفة شديدة تضرب الجزيرة، تمت دعوة منير للانتقال إلى بيت الضيافة الرئيسي. يحلم منير بالراعي وحياه العزلة في التلال. من خلال تجاربه مع الجمال الطبيعي للجزيرة وقسوتها والتفاعلات مع مضيفيه وعدد قليل من سكان الجزيرة، تتجدد رغبة منير في الحياة ببطء.

## الممثلون
- جورج خباز بدور منير
- هانا شيجولا في دور الأرملة فاليسكا، صاحبة النزل
- علي سليمان الراعي العربي
- سبيل كيكيلي زوجة الراعي
- توم والشيها في دور كارل، ابن صاحبة النزل
- لورا صوفيا لانداور في دور سارة

## الإنتاج
الفيلم من سيناريو وإخراج ومونتاج أمير فخر الدين، وتأليف سعاد بشناق، وتصوير رونالد بلانت.
التصوير الرئيسي بواسطة رونالد بلانت، وهو مصور سينمائي كندي، وبدأ في 2 أكتوبر 2023 في مواقع في هامبورغ، ألمانيا، وشلسفيغ هولشتاين، وأبوليا، إيطاليا. انتهى التصوير في 16 نوفمبر 2023.

## الجوائز والترشيحات
| السنة | المهرجان                      | الجائزة     | المتلم | النتيجة | م.    |
| ----- | ----------------------------- | ----------- | ------ | ------- | ----- |
| 2025  | مهرجان برلين السينمائي الدولي | الدب الذهبي | يونان  | رُشِّح     | [ 9 ] |

## روابط خارجية
- مقالات تستعمل روابط فنية بلا صلة مع ويكي بيانات